# Wanchai Suvaree
Wanchai Suvaree (in thailandese วันชัย สุวารี; 1931 – 1998) è stato un calciatore thailandese di ruolo attaccante.

## Carriera
Con la Nazionale thailandese ha giocato una partita durante le Olimpiadi del 1956.